# Tomas Eneroth
Karl Tomas Eneroth (ur. 4 grudnia 1966 w gminie Eskilstuna) – szwedzki polityk i samorządowiec, działacz Szwedzkiej Socjaldemokratycznej Partii Robotniczej, od 2017 do 2022 minister infrastruktury.

## Życiorys
W latach 1988–1993 studiował socjologię i politologię w Högskolan i Växjö. Został działaczem Szwedzkiej Socjaldemokratycznej Partii Robotniczej. W latach 1991–1994 był radnym regionu administracyjnego Kronoberg. W 1994 po raz pierwszy wybrany na posła do Riksdagu. Z powodzeniem ubiegał się o reelekcję w kolejnych wyborach w 1998, 2002, 2006, 2010, 2014, 2018 i 2022.
Pod koniec lat 90. pełnił funkcję sekretarza stanu w resorcie edukacji. W latach 2014–2017 przewodniczył frakcji deputowanych swojego ugrupowania. W lipcu 2017 dołączył do rządu Stefana Löfvena, obejmując urząd ministra infrastruktury w ramach resortu przedsiębiorczości. W styczniu 2019 w drugim gabinecie dotychczasowego premiera ponownie został ministrem infrastruktury, stając wówczas na czele nowo wydzielonego ministerstwa. Pozostał na tej funkcji również w utworzonym w lipcu 2021 trzecim rządzie Stefana Löfvena oraz w powołanym w listopadzie 2021 rządzie Magdaleny Andersson. Urząd ministra sprawował do października 2022.